# Neobarrettia victoriae
Neobarrettia victoriae är en insektsart som först beskrevs av Andrew Nelson Caudell 1907.  Neobarrettia victoriae ingår i släktet Neobarrettia och familjen vårtbitare. Inga underarter finns listade i Catalogue of Life.